# Foulum datacenter
Foulum datacenter (navn ikke kendt eller officielt. Udenrigsministeriets kodenavn er Projekt Orkan, i projektets tidsplan kaldes projektet Wildcat og Apples repræsentant i Irland kalder projektet Antioch 2) er et Apple datacenter ved landsbyen Foulum og Jævnstrømsstation Tjele i Viborg Kommune.

## Organisation og ejerskab
Området med datacentret er i følge Tinglysningen ejet af den københavnske virksomhed Apple ApS.
Det selskab er ejet af den irske virksomhed Apple Operations Europe Limited.
Direktører i Apple ApS er Jamie Wong og Peter Denwood som er bosiddende i Californien.
Virksomheden havde i 2021 seks ansatte.

## Historie
Datacentret blev annonceret den 23. februar 2015 sammen med et tilsvarende datacenter i Irland. Hver især får de en størrelse på 166.000 m² og Apples samlede investering for de to datacentre blev opgivet til at beløbe sig til 1,7 mia. EUR.
Apple meddelte at deres datacenter skulle servicere firmaets europæiske kunder i forbindelse med online services så som iTunes Store, App Store, iMessage, Maps og Siri.
Datacentret blev planlagt til at ligge tæt på Jævnstrømsstation Tjele. Centret designes til at sende overskudsvarmen til det lokale fjernvarmenet. Det planlægges også at centret udelukkende skal benytte vedvarende energi og vil kunne benytte vandkraft fra Norge. 
Apples behov var i 2017 planlagt til at blive 7 megawatt for starten i 2019.
Med et tilsvarende datacenter i Aabenraa regnede Apple med en omsætning på 30 megawatt i 2024.
Valget af Danmark i stedet for Norge blev vurderet til at skyldes en lav dansk energiafgift på bare 0,5 øre per kWh i forhold til 12,39 øre per kWh i Norge. Det vurderes at datacenteret årligt forbruger 700 GWh. Som led i projektet opføres et nødstrømsanlæg, til brug for backup ved eventuelle strømudfald. Nødstrømsanlægget vil består af 14 enheder, som hver har en ca. 7 meter høj dieselgenerator, en overjordisk tankenhed med plads til ca. 25.000 liter dieselolie og en ca. 16 meter høj skorsten.
Da datacentret blev annonceret den 23. februar 2015, var det med stor optimisme fra Viborg Kommunes side, og det blev hævdet at der var tale om den største udenlandske anlægsinvestering i Danmark nogensinde. Kommunen forventede at anlægsfasen ville "skabe mange hundrede arbejdspladser", og at driftsfasen også ville skabe en del jobs — direkte såvel som afledte. Byggeriet af de første håndværkerhuse var i gang i november 2015.
Fra dansk side var der over tre år forhandlet hemmeligt med Apple. I forhandlingerne var foruden kommunen også inddraget Aarhus Universitet, Energi Viborg og Udenrigsministeriets afdeling ”Invest in Denmark”. Daværende handels- og udviklingsminister Mogens Jensen fandt at annoncering måtte "være årets bedste erhvervsnyhed for Danmark".
Et tilsvarende Apple datacenter i Maiden i North Carolina havde skabt 50 fuldtidsjob.
Gennem aktindsigt fandt Dagbladet Børsen at også SKAT var inddraget i forhandlingerne, hvor der blev konstrueret en skatteteknisk model, så kølingen i Apples datacenter blev anset som varmeproducerende enhed.  
Den usædvanlige konstruktion medførte flere spørgsmål i Energi-, Forsynings- og Klimaudvalget i Folketinget.
I 2016 blev miljørapporten for datacentret og en ny højspændingsstation udgivet.
I juli 2017 blev endnu et dansk Apple-datacenter annonceret. 
Det er planlagt til at ligge ved transformatorstationen Kassø i Aabenraa Kommune. I 2019 blev det dog uventet opgivet af af Apple.